# Разин, Филипп Дмитриевич
Филипп Дмитриевич Разин (1923—1988) — советский военнослужащий. Участник Великой Отечественной войны. Герой Советского Союза (1945). Гвардии старший сержант.

## Биография
Филипп Дмитриевич Разин родился 15 мая 1923 года в селе Александровка Самарского уезда Самарской губернии РСФСР СССР (ныне село Безенчукского района Самарской области Российской Федерации) в крестьянской семье Дмитрия Ивановича и Евдокии Ивановны Разиных. Русский. Окончил семь классов неполной средней школы и школу фабрично-заводского ученичества. До войны работал маляром в Ульяновске.
В ряды Рабоче-крестьянской Красной Армии Ф. Д. Разин был призван Безенчукским районным военкоматом Куйбышевской области 4 марта 1942 года. Его направили в 153-ю стрелковую дивизию, формирование которой шло в Приволжском военном округе. Филипп Дмитриевич окончил курсы связистов, после чего он был определён в 654-й отдельный батальон связи. В боях с немецко-фашистскими захватчиками красноармеец Ф. Д. Разин с 10 июля 1942 года. Боевое крещение принял в боях на Дону в районе станицы Казанская Верхнедонского района Ростовской области. 12 июля 1942 года 63-я армия, в состав которой входила 153-я стрелковая дивизия, была включена в Сталинградский фронт (с 30 сентября 1942 года — Донской фронт). В ходе Сталинградской битвы красноармеец Ф. Д. Разин в составе своего подразделения обеспечивал связь командования дивизии с войсками на плацдарме, удерживаемом частями 63-й армии на правом берегу Дона в районе Серафимовича. За проявленное при выполнении заданий командования личное мужество Филипп Дмитриевич был произведён в ефрейторы.
В ходе начавшегося 19 ноября 1942 года контрнаступления советских войск под Сталинградом 153-я стрелковая дивизия, сражаясь на Юго-Западном фронте в составе 1-й гвардейской (с 5 декабря 1942 года 3-й гвардейской) армии, принимала участие в операциях «Уран» и «Малый Сатурн» и за отличие в боях 31 декабря 1942 года была преобразована в 57-ю гвардейскую. Телефонист 89-го гвардейского отдельного батальона связи гвардии ефрейтор Ф. Д. Разин отличился во время Ворошиловградской операции. В уличных боях в городе Славянске он заменил выбывшего из строя командира своего отделения и отлично справился с его обязанностями, за что был награждён своей первой боевой наградой — медалью «За отвагу». Вскоре он получил звание гвардии сержанта и был оставлен на должности командира телефонного отделения своего батальона, который в скором времени был переформирован в роту.
После завершения операции «Скачок» 57-я гвардейская стрелковая дивизия до конца лета 1943 года вела оборонительные бои на реке Северский Донец. В августе — сентябре 1943 года гвардии сержант Ф. Д. Разин принимал участие в Донбасской операции, в ходе которой части дивизии в составе 6-й армии к концу сентября вышли к Днепру севернее устья реки Плоская Осокоровка. В ночь с 29 на 30 сентября 1943 года Филипп Дмитриевич с тремя бойцами своего отделения, следуя непосредственно за штурмовыми отрядами дивизии, под интенсивным огнём противника проложил через Днепр телефонный кабель и установил связь штаба дивизии с войсками, сражавшимися на плацдарме у села Войсковое. Во время боёв за плацдарм на правом берегу Днепра гвардии сержант Ф. Д. Разин умело командовал своим отделением и неоднократно лично выходил на устранение повреждений телефонной линии.
С октября 1943 года 57-я гвардейская стрелковая дивизия сражалась в составе 8-й гвардейской армии 3-го Украинского фронта. Зимой 1943—1944 годов Ф. Д. Разин принимал участие в ликвидации никопольского плацдарма немцев, затем в составе своего подразделения освобождал Правобережную Украину (Березнеговато-Снигирёвская и Одесская операции), ежедневно выполняя опасную работу связиста, от которой часто зависел успех наступательных действий дивизии. Филипп Дмитриевич форсировал реки Ингулец, Ингул и Южный Буг, прошёл с боями Николаевскую и Одесскую области, освобождал Новый Буг и Одессу, обеспечивал бесперебойную связь с подразделениями дивизии на Шерпенском плацдарме. В начале июня 1944 года дивизия, в которой служил Филипп Дмитриевич, была выведена на левый берег Днестра и в середине месяца в составе 8-й гвардейской армии переброшена на 1-й Белорусский фронт. Гвардии сержант Ф. Д. Разин особо отличился во время Люблин-Брестской операции при форсировании реки Вислы.
18 июля 1944 года 8-я гвардейская армия перешла в наступление на люблинском направлении и, прорвав оборону немцев западнее Ковеля, вышла к реке Западный Буг, форсировала её и вступила на территорию Польши. Стремительно продвигаясь на запад, к началу августа передовые отряды армии достигли реки Вислы южнее Варшавы. В ночь с 1 на 2 августа гвардии сержант Ф. Д. Разин в составе штурмового отряда форсировал реку и, проложив кабельную линию, быстро установил связь между левым берегом и подразделениями дивизии на плацдарме, получившем название Магнушевского. Заменив выбывшего из строя командира взвода, Филипп Дмитриевич грамотно организовал работу связистов и в течение 2 августа обеспечивал хорошую управляемость войсками на плацдарме. Противник беспрестанно бомбил и обстреливал место переправы. Телефонные линии часто повреждались, и связистам неоднократно приходилось под огнём врага устранять порывы. С целью увеличения надёжности связи было принято решение протянуть телефонную линию через Вислу на некотором отдалении от основного места боёв. Поскольку переправочных средств у связистов не было, выполнение боевого задания было поручено двум лучшим пловцам роты гвардии сержанту Ф. Д. Разину и гвардии ефрейтору Н. Н. Крале. Разматывая кабель, связисты с большим трудом достигли середины реки, но холодная вода, сильное течение и тяжесть кабеля сделали их задачу невыполнимой. Тем не менее гвардейцы не отчаялись. Проявив инициативу, они переплыли реку и, произведя разведку берега, нашли лодку, которую сержант Разин смог увести прямо из-под носа немецкого боевого охранения. Продолжив выполнение боевого задания уже на лодке, связисты благополучно протянули кабель через Вислу и скоро установили связь с плацдармом. Наличие бесперебойной связи позволило штабу дивизии эффективно управлять своими подразделениями на правом берегу Вислы. Не случайно именно полки 57-й гвардейской стрелковой дивизии сыграли решающую роль в боях за удержание и расширение Магнушевского плацдарма. За образцовое выполнение боевых заданий командования на фронте борьбы с немецкими захватчиками и проявленные при этом отвагу и геройство указом Президиума Верховного Совета СССР от 24 марта 1945 года гвардии сержанту Разину Филиппу Дмитриевичу было присвоено звание Героя Советского Союза. Его напарник гвардии ефрейтор Н. Н. Краля был награждён орденом Ленина.
14 января 1945 года с Магнушевского плацдарма подразделения 8-й гвардейской армии перешли в наступление в рамках Варшавско-Познанской фронтовой операции Висло-Одерского стратегического плана. Гвардии старший сержант Ф. Д. Разин в составе своего подразделения, вновь переформированного в батальон, прошёл с боями от Вислы до Одера. 26 января 1945 года он принимал участие в отражении контрудара противника, стремившегося отбросить советские войска от довоенной польско-германской границы. В ходе боёв Филипп Дмитриевич лично уничтожил 15 немецких солдат и ещё 10 взял в плен. 3 февраля 1945 года Разин в составе передовых частей своей дивизии по льду форсировал Одер южнее Кюстрина и установил связь командира дивизии со штабом 172-го гвардейского стрелкового полка. Только в первый день боёв за плацдарм, удерживаемый подразделениями дивизии в районе населённого пункта Райтвайн, Филипп Дмитриевич под постоянным обстрелом противника и бомбёжкой с воздуха устранил до 15 порывов на телефонной линии. На заключительном этапе войны он участвовал Зееловско-Берлинской операции и штурме Берлина. Боевой путь он завершил в Тиргартене.
После окончания Великой Отечественной войны старший сержант Ф. Д. Разин был демобилизован. Вернувшись в родные места, Филипп Дмитриевич с 1948 по 1953 год служил милиционером и командиром отделения линейного пункта милиции станции Чапаевск и линейного отдела милиции станции Куйбышев. Затем трудился шофёром автотранспортного предприятия в Чапаевске. С начала 1980-х годов он жил и работал в посёлке Безенчук. Умер Филипп Дмитриевич 28 августа 1988 года. Похоронен на воинском участке гражданского кладбища посёлка Безенчук.

## Награды и звания
- Герой Советского Союза (указ Президиума Верховного Совета СССР от 24 марта 1945 года):
  - орден Ленина,
  - медаль «Золотая Звезда» № 6981;
- орден Отечественной войны I степени (указ Президиума Верховного Совета СССР от 11 марта 1985 года);
- орден Отечественной войны II степени (приказ командира 4-го гвардейского стрелкового корпуса № 152/н от 13 марта 1945 года);
- медаль «За отвагу» (приказ командира 57-й гвардейской стрелковой дивизии № 15 от 12 апреля 1943 года);
- Медаль «За отвагу» (приказ командира 57-й гвардейской стрелковой дивизии № 35 от 12 октября 1943 года);
- медали СССР.

## Память
- Именем Героя Советского Союза Ф. Д. Разина названа улица в посёлке городского типа Безенчук Самарской области.

## Документы
- Общедоступный электронный банк документов «Подвиг Народа в Великой Отечественной войне 1941—1945 гг.» Дата обращения: 5 октября 2013. Архивировано из оригинала 11 мая 2017 года.

Представление к званию Героя Советского Союза и указ ПВС СССР о присвоении звания.
Орден Отечественной войны 1-й степени (информация из карточки награждённого к 40-летию Победы).
Орден Отечественной войны 2-й степени (наградной лист и приказ о награждении).
Медаль «За отвагу» (наградной лист и приказ о награждении от 12.04.1943).
Медаль «За отвагу» (наградной лист и приказ о награждении от 12.10.1943).